# Bill Niven
Bill Niven (* 28. Oktober 1956 in Kilmarnock, Ayrshire) ist ein schottischer Historiker für zeitgenössische deutsche Geschichte und Autor wissenschaftlicher Werke. In Deutschland wurde er durch sein Buch „Das Buchenwaldkind“ bekannt.

## Leben
Niven promovierte 1984 als Doktor für Philosophie an der University of St Andrews. Von 1993 bis 1998 lehrte er an der Universität Aberdeen, danach war zunächst als Lektor und seit 2005 als Professor für deutsche Zeitgeschichte an der Nottingham Trent University tätig.

## Das Buchenwaldkind
Das Werk behandelt titelgebend die Geschichte Stefan Jerzy Zweigs, der als Dreijähriger in das Konzentrationslager Buchenwald verbracht wurde und dessen Lebensgeschichte von Bruno Apitz im Roman Nackt unter Wölfen verarbeitet wurde. Niven weitet die Betrachtung allerdings aus und beschäftigt sich generell mit dem „Buchenwaldmythos“, den er als einen Gründungsmythos der DDR bezeichnet. Unter Buchenwaldmythos versteht Niven die Darstellung, Buchenwald sei durch die Gefangenen selbst befreit worden.
Das Buch ist wie folgt aufgebaut:
- Die Rettung Stefan Jerzy Zweigs
- Die Erschaffung des Mythos von Buchenwald
- Entstehung und Wirkung von  „Nackt unter Wölfen“
- Der Kinofilm „Nackt unter Wölfen“
- Stefan Jerzy Zweig und die DDR
- Die Dekonstruktion des Mythos vom Buchenwaldkind

Niven stellt fest, dass die Darstellung Bruno Apitz’ und die offizielle Lesart in der DDR von den tatsächlichen Geschehnissen abweichen. Insbesondere weist er auf folgende Punkte hin (nicht abschließend):
- Stefan Jerzy Zweig wurde gemeinsam mit seinem Vater nach Buchenwald verbracht und dabei von der SS erfasst. Er wurde nicht von einem Fremden heimlich eingeschmuggelt. Der Vater, Zacharias Zweig, war auch weiterhin in Buchenwald inhaftiert.
- Die Rettungsaktion begann, als Zweig nach Auschwitz deportiert werden sollte und endete damit, dass er durch den Einsatz der illegalen Lagerleitung von der Deportationsliste gestrichen wurde.
- In Buchenwald befand sich jederzeit eine große Anzahl von inhaftierten Kindern.

Das Werk wurde überwiegend positiv besprochen.
Der Deutschlandfunk lobt:

„Der Autor stellt kenntnisreich und gut gegliedert die Konstruktion und die Dekonstruktion des Buchenwald-Mythos mit Hilfe der halb-authentischen Rettungsgeschichte dar. Niven findet eine sehr klare Sprache und wertet präzise und differenziert. Sowohl die Geschichtspolitik der DDR als auch unsere aktuelle, die er als antikommunistisch diffamiert, würdigt er sehr kritisch und streitbar. Ein spannendes, anregendes Buch über die beständige Umformung von Geschichte nach den Erfordernissen der Gegenwart.“

Das Fritz Bauer Institut schreibt:

„Bill Niven blickt von außen auf eine »innerdeutsche« Geschichte. Dieser Abstand ermöglicht ihm einen moderierenden Ton und ein Heranführen bis an die Gegenwart. Solcherart kritische Begleitung der nationalen Geschichtspolitik und Erinnerungsbildung ist in höchstem Maße wünschenswert.“

Sehr negativ äußert sich die Lagerarbeitsgemeinschaft Buchenwald der Vereinigung der Verfolgten des Naziregimes – Bund der Antifaschistinnen und Antifaschisten:

„Bill Niven erhebt den Anspruch, Wahrheit, Fiktion und Propaganda zu diesem Thema zu enthüllen. Dabei lässt er zwei elementare Voraussetzungen hierfür fast vollständig außer Betracht. Erstens die besonderen Bedingungen des Kampfes der deutschen Kommunisten, als ein Teil der internationalen antifaschistischen Widerstandsfront, deren großes Verdienst darin besteht, sich illegal organisiert zu haben, wobei die Sicherheit der Organisation naturgemäß die Abgrenzung von anderen erforderte, und dass sie die sich ihnen bietenden Möglichkeiten für die Interessen der Häftlinge genutzt haben. Zweitens die politischen Verhältnisse in Deutschland in den fünfziger Jahren des vorigen Jahrhunderts, die in der BRD durch die Installierung der politischen, wirtschaftlichen, militärischen und geistigen Kräfte, die die Prozesse gegen Naziaktivisten und Kriegsverbrecher überlebt hatten, auf der Grundlage des Artikel 131 GG, wieder in Amt und Würden waren.“

## Werke (Auswahl)
- The reception of Friedrich Hebbel in Germany in the era of national socialism, 1984, Stuttgart, Hans-Dieter Heinz Verlag. ISBN 978-3-88099-146-0
- Facing the Nazi past: united Germany and the legacy of the Third Reich, 2002, London, Routledge, ISBN 978-1-134-57551-0
- The Buchenwald child: truth, fiction and propaganda, 2007, Woodbridge, Boydell & Brewer
  - deutsch: Das Buchenwaldkind – Wahrheit, Fiktion und Propaganda, übersetzt von Florian Bergmeier, 2008, Halle, Mitteldeutscher Verlag, ISBN 978-3-89812-566-6
- Die Wilhelm Gustloff: Geschichte und Erinnerung eines Untergangs, 2011, Halle, Mitteldeutscher Verlag, ISBN 978-3-89812-781-3
- Representations of flight and expulsion in East German prose works, 2014, Rochester, Camden House, ISBN 978-1-57113-535-3
- Die Erinnerung an Flucht und Vertreibung. Ein Handbuch der Medien und Praktiken, gemeinsam herausgegeben mit S. Scholz und M. Röger, 2015, Paderborn, Schoeningh, ISBN 978-3-506-77266-4
- Hitler and film: the Führer’s hidden passion, 2018, New Haven (Connecticut), Yale University Press, ISBN 978-3-05-005857-3
- Jud Süß: das lange Leben eines Propagandafilms, 2022, Halle (Saale), Mitteldeutscher Verlag, ISBN 978-3-96311-628-5[5]